# Hässelby distrikt
Hässelby distrikt är ett distrikt i Stockholms kommun och Stockholms län. 
Distriktet ligger i västra Västerort i Stockholms kommun inom området för Hässelby-Vällingby stadsdelsområde. 

## Tidigare administrativ tillhörighet
Distriktet inrättades 2016 och utgörs av en del av området som till 1971 utgjorde Stockholms stad inom en del av det område som före 1949 utgjorde Spånga socken.
Området motsvarar den omfattning Hässelby församling hade 1999/2000.